# William K. Sebastian
William K. Sebastian (Centerville, 1812. június 12. – Memphis, 1865. május 20.) az Amerikai Egyesült Államok szenátora (Arkansas, 1848–1861).